# أوغست ويلسون
أوغست ويلسون (بالإنجليزية: August Wilson) (و. 1945 – 2005 م) هو كاتب، وكاتب مسرحي، من الولايات المتحدة الأمريكية، ولد في بيتسبرغ، بنسيلفانيا، وكان عضوًا في الأكاديمية الأمريكية للفنون والآداب، والأكاديمية الأمريكية للفنون والعلوم، توفي في سياتيل، واشنطن، عن عمر يناهز 60 عاماً، بسبب سرطان الكبد.

## جوائز وترشيحات
حصل على جوائز منها:
- زمالة غوغنهايم
- جائزة بوليتزر عن فئة الدراما
- الوسام الوطني للعلوم الإنسانية  [لغات أخرى]‏.

ترشح لـ:
- جائزة الأوسكار لأفضل كتابة "سيناريو مقتبس"، عن عمل: فينسيس.

## وصلات خارجية
- أوغست ويلسون على موقع IMDb (الإنجليزية)
- أوغست ويلسون على موقع الموسوعة البريطانية (الإنجليزية)
- أوغست ويلسون على موقع ميوزك برينز (الإنجليزية)
- أوغست ويلسون على موقع قاعدة بيانات برودواي على الإنترنت (الإنجليزية)
- أوغست ويلسون على موقع قاعدة بيانات برودواي على الإنترنت (الإنجليزية)
- أوغست ويلسون على موقع إن إن دي بي (الإنجليزية)
- أوغست ويلسون على موقع قاعدة بيانات الفيلم (الإنجليزية)